# 竹田玄洋
竹田玄洋（1949年3月7日—），生於日本大阪，企業經理人，曾任任天堂公司代表董事技術研究員和綜合開發本部部長，現已榮退為特別顧問。曾製作過《大力水手》、《拳無虛發》、《StarTropics》等遊戲，也是Wii開發時的重要決策者之一。

## 生平
1971年，畢業於靜岡大學工學院電機工程系。畢業後進入三洋電機。
1972年，在橫井軍平面試後，進入任天堂。他最早是上村雅之領導的開發第二部（R&D2）成員之一。在開發第二部工作一年後，他加入剛成立的「任天堂開發第三部」並成為創始成員之一。開發第三部（R&D3）是任天堂最小的開發部門（最多只有約20名員工），主要職責是街機系統和後來家用遊戲機技術的硬件設計和軟件開發。
1975年，首次製作任天堂首款街機遊戲《EVR Race》。
1980年，升任經理，成為R&D3部長。
2000年6月，任天堂開發第三部更名為「任天堂綜合開發本部」，並成為其部長。
2015年7月13日，在岩田聰兩日前過世後，與宮本茂共同以任天堂董事身份代理高層事務。
2017年6月29日，宣布退休，但会继续担当顾问。